# Cheap Records
Cheap Records ist ein österreichisches Musiklabel für vornehmlich elektronische Musik. Es wird vom Musiker und DJ Erdem Tunakan betrieben und hat seinen Sitz in Wien.

## Geschichte
Cheap Records wurde 1993 von Erdem Tunakan gemeinsam mit Patrick Pulsinger in Wien gegründet. Auf Cheap Records veröffentlichten Künstler wie Christopher Just, Robert Hood, Gerhard Potuznik, Kentolevi, Sluta Leta, Louie Austen, Susanne Brokesch und Khan. Von den erfolgreichsten Platten wurden bis zu 20.000 Stück verkauft, mehrheitlich ins Ausland.
Während Pulsinger vorwiegend die Musikproduktion verantwortete, vertrat Tunakan das Label nach außen und steuerte die geschäftlichen Prozesse. Pulsinger verließ Cheap Records 2003, insbesondere weil er durch die zunehmende Digitalisierung in einem klassischen Musiklabel kein tragfähiges Geschäftsmodell mehr sah und sich anderen Aufgaben widmen wollte. Seither betreibt Tunakan das Label allein weiter.
2008 wurde das Sublabel Cheap Rec. Rocks gegründet, das als Plattform für weitere Musikstile fungiert. Auf diesem veröffentlichten unter anderem Bands wie Freud oder Das trojanische Pferd.